# Eugen Haugland
Eugen Haugland (ur. 12 lipca 1912 w Stavanger, zm. 21 października 1990 w Haugesund) – norweski trójskoczek. Reprezentował barwy klubu Haugesund IL. Dziadek Hanne i ojciec Terje.
Startował na igrzyskach olimpijskich w 1936 roku. Zawody ukończył na czternastej pozycji z wynikiem 14,56 m. 
Wielokrotny rekordzista Norwegii, czwarty zawodnik mistrzostw Europy (Oslo 1946).
Najlepszym wynikiem w jego karierze był 15,23 m, osiągnięty na zawodach w Haugesund w sierpniu 1938 roku.

## Osiągnięcia
- Mistrz Norwegii : 1931, 1933, 1934, 1935, 1936, 1937, 1948[4]